# Bằng chứng về tổ tiên chung
Bằng chứng về tổ tiên chung đã được phát hiện bởi các nhà khoa học nghiên cứu trong nhiều ngành khoa học trong nhiều thế kỷ, đã chứng minh rằng tất cả các sinh vật trên Trái đất tuy có rất nhiều dạng khác nhau, nhưng đều có nguồn gốc chung mà Darwin gọi là "đa dạng trong thống nhất". Những bằng chứng đã góp phần giúp thuyết tiến hóa được cộng đồng khoa học chấp nhận và chứng minh rằng hiện tượng tiến hóa đã và đang xảy ra giúp soi sáng các quá trình tạo ra sự đa dạng sinh học của Trái Đất. Nó cũng hỗ trợ trong việc hình thành thuyết tiến hóa tổng hợp hiện đại (modern evolutionary synthesis) – đây là học thuyết khoa học hiện tại giải thích cách thức và nguyên nhân sự sống biến đổi theo thời gian. Các nhà sinh học tiến hóa đã thu thập các bằng chứng về tổ tiên chung, và tất cả bằng chứng đều cho thấy sự tồn tại của một tổ tiên chung toàn thể cuối cùng (LUCA), bằng cách thiết lập các tiên đoán có thể kiểm chứng bởi thí nghiệm, tiến hành kiểm chứng các giả thuyết, và phát triển các học thuyết có nội dung minh họa và miêu tả căn nguyên của nó.
So sánh trình tự trình tự gen DNA của các sinh vật đã tiết lộ rằng các sinh vật quan hệ họ hàng gần nhau hơn thì có trình tự sắp xếp axit nucleic trên chuỗi DNA sẽ tương đồng nhau hơn so với các sinh vật họ hàng xa. Các đoạn gen như gen giả (Pseudogene), là các vùng của DNA có sự tương đồng với một gen ở sinh vật họ hàng gần với sinh vật đang so sánh, nhưng không còn hoạt động và dường như đang trải qua một quá trình thoái hóa ổn định từ các đột biến tích lũy hỗ trợ tổ tiên chung bên cạnh tổ chức sinh hóa phổ quát và mô hình phương sai phân tử được tìm thấy trong tất cả các sinh vật. Thông tin di truyền bổ sung thêm các kiến thức liên quan đến sự sống và giúp các nhà khoa học (kể từ khi phát hiện ra DNA) phát triển cây sự sống: một sơ đồ mô tả các mối quan hệ tiến hóa giữa các loài sinh vật. Nó cũng đã dẫn đến sự phát triển của các kỹ thuật đồng hồ phân tử để xác định thời gian phân tách của các chủng loài sinh học và tiến hành hiệu chỉnh chúng bằng hồ sơ hóa thạch.
Hóa thạch rất quan trọng để đánh giá khi các dòng giống khác nhau đã phát triển trong các niên đại địa chất. Vì hóa thạch là một trường hợp không phổ biến, thường đòi hỏi các bộ phận cứng của cơ thể và sinh vật phải chết gần một nơi mà trầm tích đang lắng đọng, hồ sơ hóa thạch chỉ cung cấp thông tin thưa thớt và không liên tục về sự tiến hóa của sự sống. Bằng chứng về các sinh vật trước khi phát triển các bộ phận cứng của cơ thể như vỏ, xương và răng, cũng như dấu vết của các sinh vật thân mềm khác nhau đặc biệt khan hiếm, nhưng vẫn có thể tồn tại dưới dạng hóa thạch nhỏ cổ đại. Nghiên cứu so sánh giải phẫu của các nhóm động vật cho thấy các đặc điểm cấu trúc tương tự về cơ bản (tương đồng), chứng minh mối quan hệ gần gũi và phát sinh từ tổ chung với các sinh vật khác, đặc biệt là khi so sánh với hóa thạch của các sinh vật cổ đại đã tuyệt chủng. Vết tích còn sót lại từ tổ tiên và so sánh trong phát triển phôi thai phần lớn là yếu tố cho thấy sự tương đồng về mặt giải phẫu, hoàn toàn phù hợp với việc có chung tổ tiên. Do các quá trình trao đổi chất không để lại hóa thạch, nên nghiên cứu về sự tiến hóa các quá trình cơ bản của tế bào được thực hiện chủ yếu bằng cách so sánh các quá trình sinh lý và sinh hóa của các sinh vật hiện tại. Nhiều chủng loại đã phân tách ở các giai đoạn phát triển khác nhau, vì vậy có thể xác định khi nào các quá trình trao đổi chất nhất định xuất hiện bằng cách so sánh các đặc điểm của các thế hệ con cháu có chung tổ tiên.
Bằng chứng từ màu sắc của động vật được thu thập bởi một số người đương thời của Darwin; ngụy trang, bắt chước và tín hiệu xua đuổi đều được giải thích dễ dàng bằng quá trình chọn lọc tự nhiên. Các trường hợp đặc biệt như sự thay đổi màu bộ lông theo mùa của Lagopus muta, giúp nó ngụy trang tuyết vào mùa đông và ngụy trang trong rừng vào mùa hè cung cấp bằng chứng thuyết phục rằng chọn lọc tự nhiên là nguyên nhân cho việc này. Bằng chứng chuyên sâu hơn đến từ lĩnh vực địa lý sinh học bởi sự tiến hóa từ tổ tiên chung cung cấp lời giải thích tốt nhất và đầy đủ nhất cho nhiều thực kiện liên quan đến sự phân bố địa lý của thực vật và động vật trên khắp thế giới. Điều này đặc biệt rõ ràng trong lĩnh vực địa lý sinh học đảo. Kết hợp với học thuyết địa chất được xây dựng kỹ càng của thuyết kiến tạo mảng, tổ tiên chung cung cấp một cách để kết hợp thực kiện về sự phân bố hiện tại của các loài với bằng chứng từ hồ sơ hóa thạch để đưa ra lời giải thích hợp lý về cách phân bố của các sinh vật sống thay đổi theo thời gian.
Sự phát triển và lan truyền của kháng thuốc kháng sinh cung cấp bằng chứng cho thấy sự tiến hóa do chọn lọc tự nhiên là một quá trình đang diễn ra trong thế giới tự nhiên. Chọn lọc tự nhiên có mặt khắp nơi trong tất cả các nghiên cứu liên quan đến tiến hóa, xin hãy lưu ý đến thực tế là tất cả các ví dụ sau trong mỗi phần của bài viết đều ghi lại quá trình này. Bên cạnh đó là các trường hợp quan sát thấy sự phân tách các quần thể loài thành tập hợp các loài mới (sự hình thành loài). Sự hình thành loài đã được quan sát trong phòng thí nghiệm và trong tự nhiên. Nhiều hình thức như vậy đã được mô tả và ghi lại như các ví dụ cho các mô hình riêng lẻ về sự hình thành loài. Hơn nữa, bằng chứng về tổ tiên chung đã mở rộng từ các thí nghiệm trực tiếp trong phòng thí nghiệm bằng việc chọn lọc các sinh vật - trong lịch sử và hiện tại - và các thí nghiệm kiểm soát khác liên quan đến nhiều chủ đề trong bài viết. Bài viết này tóm tắt các ngành học khác nhau cung cấp bằng chứng cho sự tiến hóa và tổ tiên chung của mọi sự sống trên Trái đất, kèm theo nhiều ví dụ chuyên biệt, cho thấy một sự ăn khớp của các bằng chứng.

#### Cá bảy màu

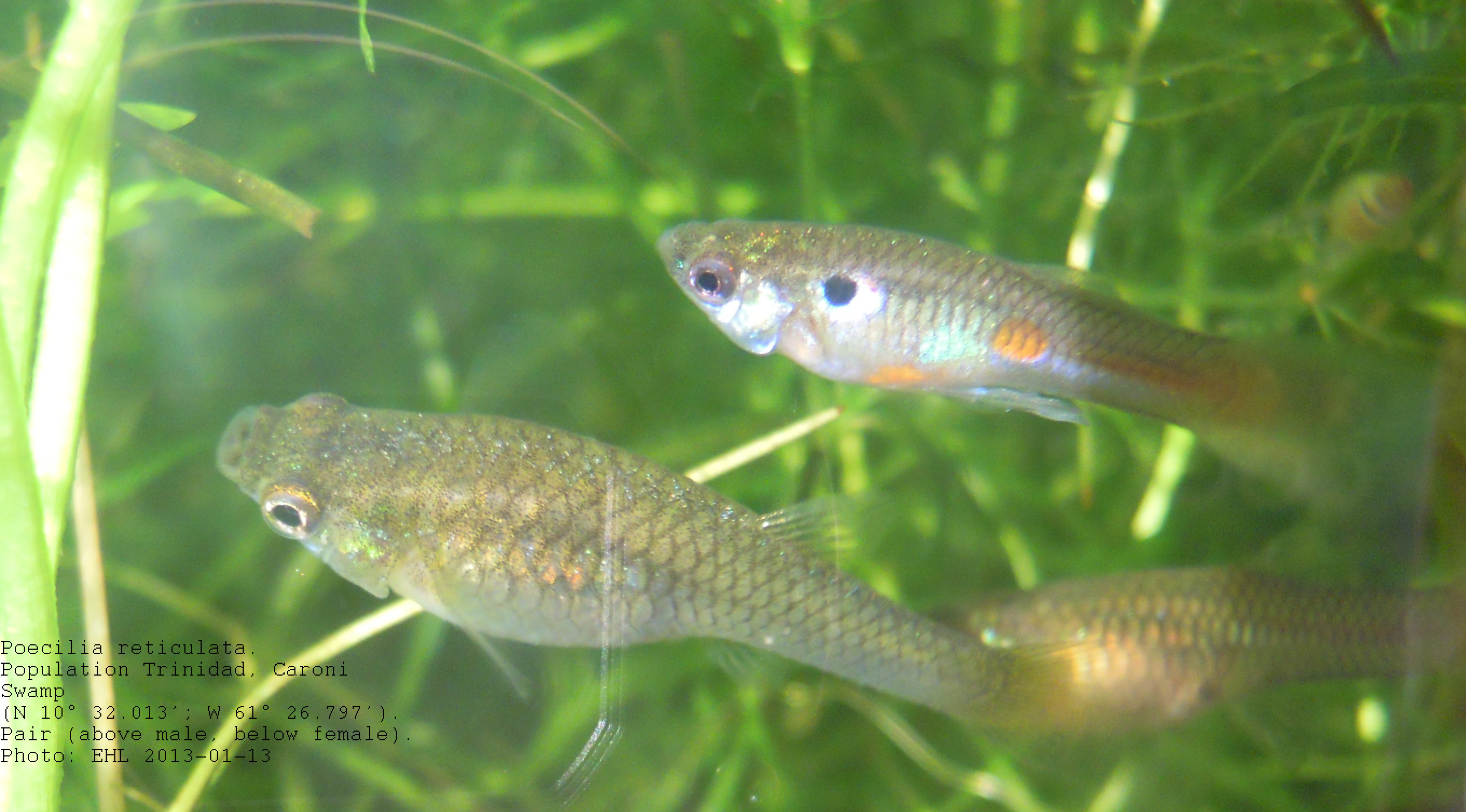
Hình 5e: Cá bảy màu Trinidad trong thí nghiệm của Endler (Poecilia reticulata)

#### Thằn lằn cát trắng

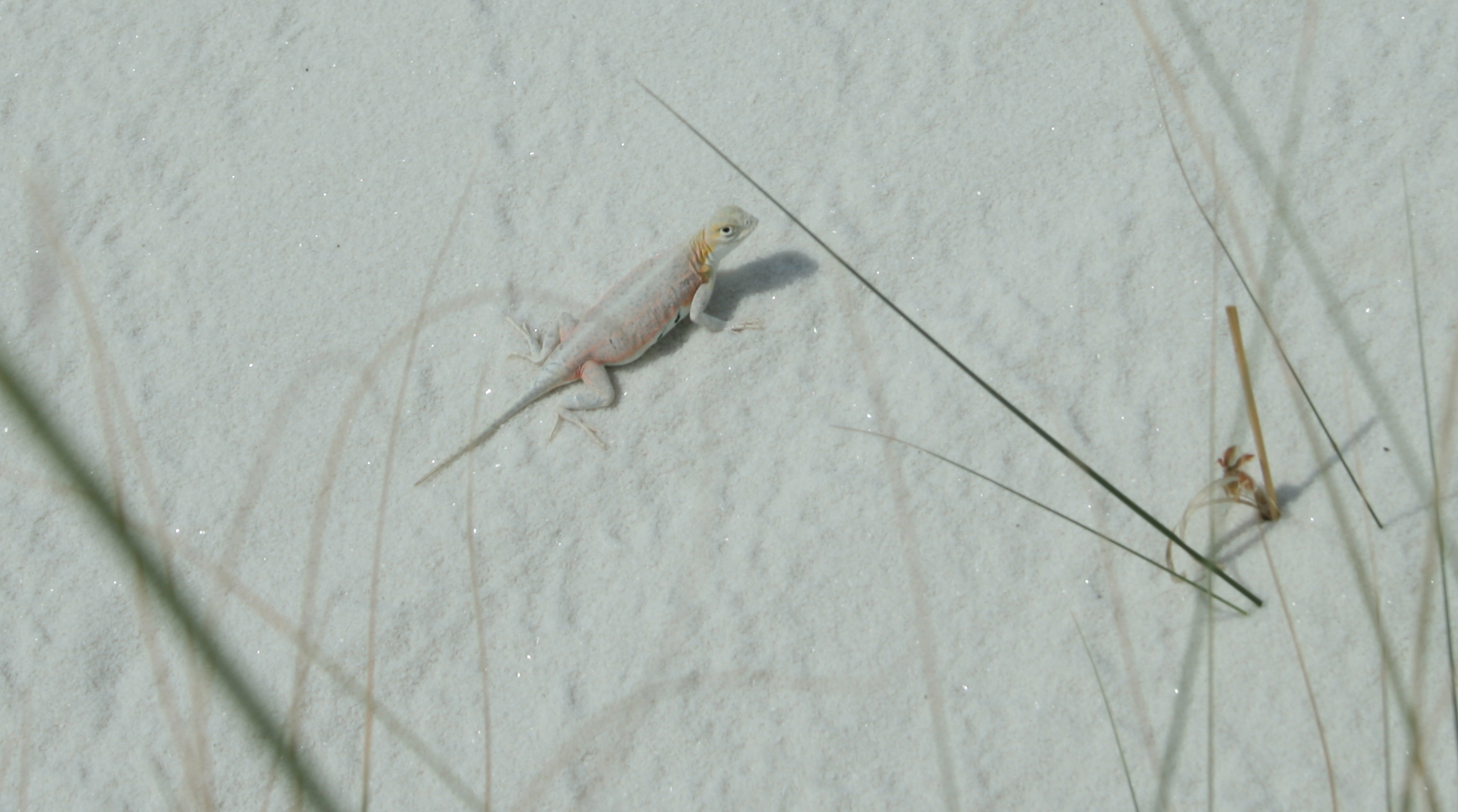
Hình 5f: H. m. ruthveni, một biến thể tông sinh thái của Holbrookia maculata ở đài kỷ niệm cát trắng quốc gia (White Sands National Monument)

#### Globorotalia

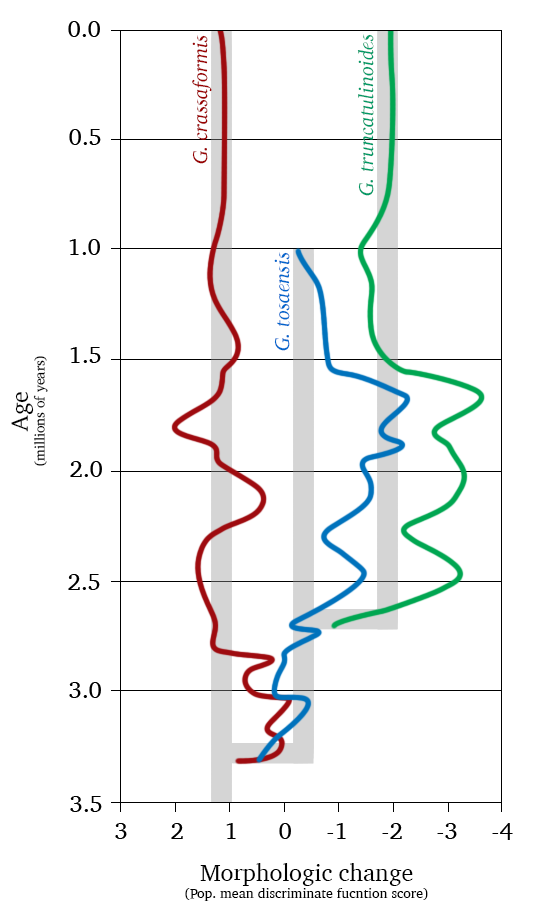
Hình 6a: Sự thay đổi hình thái của Globorotalia crassaformis, G. tosaensis và G. truncatulinoides hơn 3,5 Ma. Phía trên là một cây phát sinh chủng loài của nhóm. Chuyển thể từ Lazarus et al. (1995).

#### Drosophila melanogaster

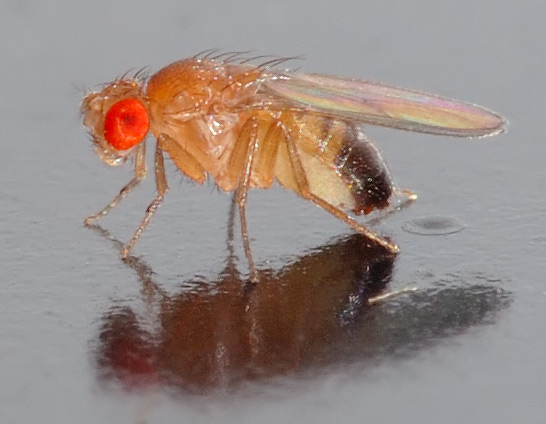
Hình 6b: Một loài ruồi hoa quả phổ biến (Drosophila melanogaster)

## Bằng chứng so sánh sinh lý và sinh hóa

### Di truyền học
Một trong những bằng chứng vững chắc nhất cho tổ tiên chung đến từ trình tự gen. Thông qua phương pháp bắt cặp trình tự sẽ kiểm tra được mối quan hệ họ hàng giữa các trình tự DNA của các loài khác nhau, nhờ đó cung cấp một số bằng chứng xác nhận giả thuyết ban đầu của Darwin về việc các loài có chung tổ tiên. Nếu giả thuyết về tổ tiên chung là đúng, thì các loài có chung tổ tiên được thừa hưởng trình tự DNA của tổ tiên, cũng như các đột biến đột biến độc nhất vô nhị của tổ tiên đó. Các loài có mối quan hệ gần gũi hơn sẽ có phần lớn trình tự giống hệt nhau và cũng như một sự khác biệt nhiều hơn với các loài có họ hàng xa.

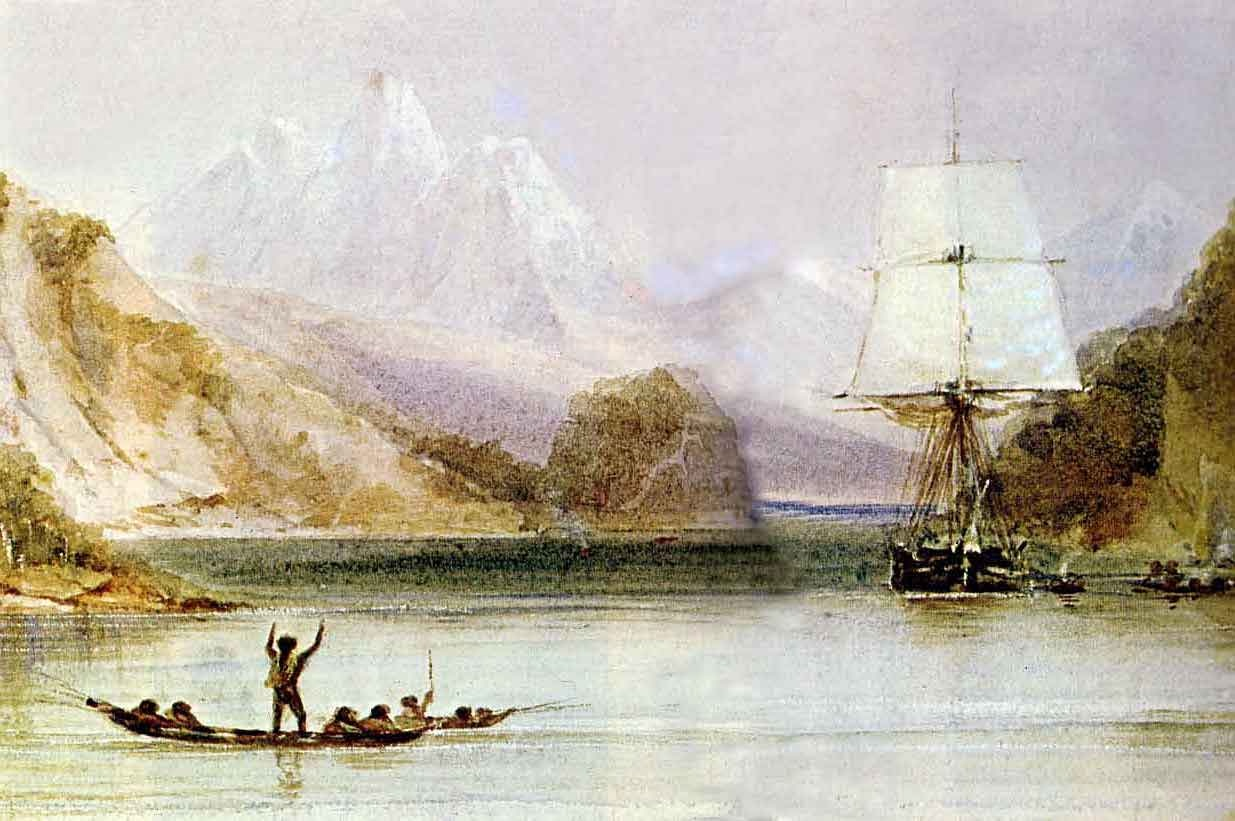
Hình 1a:Khi ở trên tàu HMS Beagle, Charles Darwin đã thu thập nhiều mẫu vật mới cho khoa học, thứ đã hỗ trợ học thuyết tiến hóa bằng chọn lọc tự nhiên sau này của ông.

Bằng chứng đơn giản và mạnh mẽ nhất được cung cấp bởi dựng lại sự phát sinh chủng loại (Computational phylogenetics). Việc dựng lại này, đặc biệt là khi được thực hiện bằng cách sử dụng các chuỗi protein tiến hóa chậm, thường khá mạnh mẽ và có thể được sử dụng để dựng lại rất nhiều về lịch sử tiến hóa của các sinh vật hiện đại (và thậm chí trong một số trường hợp về lịch sử tiến hóa của các sinh vật đã tuyệt chủng, như đã phục hồi trình tự gen của voi ma mút hoặc người Neanderthal). Những sự phát sinh chủng loại được dựng lại này tóm tắt lại các mối quan hệ được thiết lập thông qua các nghiên cứu hình thái và sinh hóa. Việc dựng lại chi tiết nhất đã được thực hiện trên cơ sở bộ gen của ty thể được chia sẻ bởi tất cả các sinh vật nhân chuẩn, mà được xem là ngắn và dễ để giải trình tự; việc dựng lại rộng nhất đã được thực hiện bằng cách sử dụng trình tự của một số protein rất cổ xưa hoặc bằng cách sử dụng trình tự RNA ribosome.
Mối quan hệ phát sinh chủng loại mở rộng đến nhiều trình tự gen không chức năng, bao gồm lặp đoạn, gen nhảy, gen giả, và đột biến gen làm thay đổi côđôn nhưng không thay đổi amino acid do côđôn đó mã hoá. Mặc dù một số ít các yếu tố này có thể sau đó được phát hiện thấy có chức năng, nhưng nhìn một cách toàn thể thì chúng rõ ràng là sản phẩm đến từ việc có chung tổ tiên chứ không phải là chung chức năng.

#### Tất cả tổ chức sinh hóa và mô hình phương sai phân tử
Tất cả các sinh vật còn tồn tại tới bây giờ đều dựa trên cùng một quá trình sinh hóa: trong đó thông tin di truyền được mã hóa dưới dạng axit nucleic (DNA hoặc RNA đối với nhiều loại virus), được phiên mã thành RNA thông tin, sau đó được dịch mã thành protein (nghĩa là các polyme của amino acid) thông qua các ribosome. Có lẽ dễ hiểu nhất là, Mã di truyền ("bảng dịch" giữa DNA và amino acid) giống nhau cho hầu hết mọi sinh vật, có nghĩa là một mảnh DNA trong vi khuẩn mã hóa cho amino acid tương tự như trong tế bào con người. ATP được sử dụng làm đồng tiền năng lượng bởi tất cả các sinh vật sống còn tồn tại. Một sự hiểu biết chuyên sâu hơn về sinh học phát triển cho thấy rằng hình thái chung, trên thực tế, là sản phẩm của các yếu tố di truyền được kế thừa từ tổ tiên chung. Ví dụ, mặc dù đôi mắt giống như máy ảnh được cho là đã tiến hóa độc lập trong nhiều sự kiện riêng biệt, chúng vẫn có chung một tập hợp các protein cảm nhận ánh sáng (opsin), gợi ý một điểm xuất phát chung cho tất cả các sinh vật có thị giác. Một ví dụ khác là sự tương đồng trong trình tự phát triển cơ thể của động vật có xương sống, mà cấu trúc của nó được kiểm soát bởi họ gen Hox.

#### Trình tự DNA
So sánh trình tự DNA cho phép sắp xếp các sinh vật có độ tương đồng trình tự với nhau thành một nhóm và các cây phát sinh chủng loại thường phù hợp với phân loại học, và thường được sử dụng để tăng cường tính chính xác của sự phân loại. So sánh trình tự được coi là một biện pháp đủ mạnh để sửa chữa các giả định sai lầm trong cây phát sinh chủng loại ở các trường hợp khan hiếm các bằng chứng khác. Ví dụ: trình tự DNA trung tính của con người là tách biệt di truyền khoảng 1,2% (do sự thay thế các Nucleotide) từ những họ hàng gần nhất về mặt di truyền là tinh tinh, 1,6% từ khỉ đột và 6,6% từ khỉ đầu chó. Do đó bằng chứng trình tự di truyền cho phép suy luận và định lượng mối quan hệ di truyền giữa con người và vượn. Trình tự gen của RNA Ribosome 16S, là một gen quan trọng mã hóa một phần của ribosome, đã được sử dụng để tìm mối quan hệ rộng phát sinh chủng loài giữa tất cả sinh vật còn tồn tại ngày nay. Phân tích của Carl Woese đã dẫn đến hệ thống ba vực, lập luận cho hai sự phân tách lớn trong sự tiến hóa ban đầu của sự sống. Sự phân tách đầu tiên dẫn đến Vi khuẩn hiện đại và sự phân chia tiếp theo dẫn đến Vi khuẩn cổ và Sinh vật nhân thực hiện đại.
Một số trình tự DNA được chia sẻ chung bởi các sinh vật rất khác nhau. Theo thuyết tiến hóa đã dự đoán, rằng sẽ có sự tương đồng trong trình tự DNA giữa hai sinh vật khác nhau dù có sự khác biệt sinh học giữa chúng theo giải phẫu và dù thời gian đã trôi qua kể từ khi hai sinh vật này tách ra thành hai loài khác nhau trong quá trình tiến hóa, như đã thấy trong bằng chứng hóa thạch. Tốc độ tích lũy những thay đổi như vậy sẽ thấp đối với một số trình tự, cụ thể là những trình tự mã hóa cho RNA hoặc protein then chốt, và cao đối với những loại khác mã hóa cho RNA hoặc protein ít quan trọng hơn; nhưng đối với mỗi trình tự cụ thể, tốc độ thay đổi sẽ gần như không đổi theo thời gian. Những kết quả này đã được xác nhận bằng thực nghiệm. Hai ví dụ là trình tự DNA mã hóa cho rRNA, được bảo tồn cao và trình tự DNA mã hóa cho fibrinopeptide (amino acid bị loại bỏ trong quá trình hình thành fibrin), không được bảo tồn cao.

#### Protein
Bằng chứng hệ Protein cũng ủng hộ việc toàn thể sự sống có chung tổ tiên. Các protein quan trọng, chẳng hạn như ribosome, DNA polymerase và RNA polymerase, được tìm thấy trong mọi sinh vật sống, từ vi khuẩn nguyên thủy nhất đến động vật có vú phức tạp nhất. Phần cốt lõi của protein được bảo tồn trên tất cả các dòng dõi của sự sống, phục vụ các chức năng tương tự. Các sinh vật bậc cao đã tiến hóa thêm tiểu đơn vị protein, ảnh hưởng lớn đến sự điều hòa và tương tác protein-protein của sự cốt lõi. Sự tương đồng bao trùm khác giữa tất cả các dòng dõi của các sinh vật còn tồn tại, chẳng hạn như DNA, RNA, amino acid và lớp lipid kép, hỗ trợ cho học thuyết có tổ tiên chung. Phân tích sự cây phát sinh chủng loại của các chuỗi protein từ các sinh vật khác nhau tạo ra các cây tương đồng về mối quan hệ giữa tất cả các sinh vật. Tính bất đối xứng của DNA, RNA và amino acid được bảo tồn trong tất cả sự sống được biết đến. Vì không có lợi thế về chức năng đối với trạng thái phân tử thuận tay phải hoặc tay trái, giả thuyết đơn giản nhất là sự lựa chọn được tạo ra ngẫu nhiên bởi các sinh vật sơ khai và truyền lại cho tất cả sự sống còn tồn tại thông qua việc có chung tổ tiên. Bằng chứng nữa cho việc dựng lại tổ tiên chung đến từ DNA rác, chẳng hạn như gen giả, các gen "chết" tích lũy đột biến.

#### Gen giả
Gen giả, còn được gọi là DNA không mã hóa, là phần DNA thừa trong bộ gen không được phiên mã thành RNA để tổng hợp protein. Một số DNA không mã hóa này có các chức năng đã biết, nhưng phần lớn nó không có chức năng nào được biết tới và được gọi là "DNA rác". Đây là một ví dụ về vết tích (vestige) bởi vì việc sao chép các gen này tiêu tốn năng lượng, khiến nó trở thành một sự lãng phí không cần thiết trong nhiều trường hợp. Một gen giả có thể được tạo ra khi một gen mã hóa tích lũy các đột biến khiến nó không được phiên mã, khiến nó không hoạt động. Nhưng vì nó không được phiên mã, nó có thể biến mất mà không ảnh hưởng đến sự thích nghi, trừ khi nó đã cung cấp một số chức năng có lợi như một DNA không mã hóa. Các gen giả không chức năng có thể được truyền lại cho các loài sau này, do đó xác định các loài sau này là hậu duệ của các loài trước đó.

#### Các cơ chế khác
Một lượng lớn bằng chứng phân tử ủng hộ việc nhiều cơ chế khác nhau trong những thay đổi tiến hóa lớn, bao gồm: hệ gen và gen nhân đôi, tạo điều kiện cho sự tiến hóa nhanh chóng bằng cách cung cấp một lượng lớn vật liệu di truyền trong điều kiện yếu hoặc không có ràng buộc chọn lọc; chuyển gen ngang, quá trình chuyển vật liệu di truyền sang một tế bào khác không phải là con cháu của sinh vật, cho phép các loài có được các gen có lợi từ nhau; và tái tổ hợp di truyền, có khả năng tập hợp lại số lượng lớn các alen khác nhau và thiết lập phân lập sinh sản. Thuyết nội cộng sinh giải thích nguồn gốc của [[ty thể] và lạp thể (bao gồm cả lục lạp), bào quan của tế bào sinh vật nhân thực, như một sự kết hợp của một tế bào sinh vật nhân sơ sơ khai và tế bào sinh vật nhân thực sơ khai. Thay vì sinh vật nhân thực tự phát triển bào quan, lý thuyết này đưa ra một cơ chế cho bước nhảy tiến hóa đột ngột bằng cách kết hợp vật liệu di truyền và thành phần sinh hóa của một loài riêng biệt. Bằng chứng ủng hộ cơ chế này đã được tìm thấy trong sinh vật nguyên sinh  Hatena : như một kẻ săn mồi nó nuốt chửng một tế bào tảo lục, sau đó hoạt động như một sinh vật nội cộng sinh (endosymbiosis), nuôi dưỡng Hatena, dẫn đến việc nó mất khả năng kiếm ăn và hoạt động như một sinh vật tự dưỡng.
Vì các quá trình chuyển hóa không để lại hóa thạch, nghiên cứu về sự tiến hóa của các quá trình cơ bản của tế bào được thực hiện chủ yếu bằng cách so sánh các sinh vật hiện có. Nhiều chủng loài phát sinh khi các quá trình trao đổi chất mới xuất hiện và về mặt lý thuyết có thể xác định khi nào các quá trình trao đổi chất xuất hiện bằng cách so sánh các đặc điểm của con cháu của tổ tiên chung hoặc bằng cách phát hiện các biểu hiện vật lý của chúng. Ví dụ, sự xuất hiện của oxy trong bầu khí quyển của Trái Đất có liên quan đến sự tiến hóa của quang hợp.

### Ví dụ cụ thể từ so sánh sinh lý và hóa sinh

#### Nhiễm sắc thể số 2 ở người

Hình 1b: Sự hợp nhất của nhiễm sắc thể tổ tiên để lại tàn dư của telomere và một vết tích tâm động (centromere)

Bằng chứng cho sự tiến hóa của Homo sapiens từ một tổ tiên chung với tinh tinh được tìm thấy trong số lượng nhiễm sắc thể ở người so với tất cả các thành viên khác của Họ người. Tất cả các loài trong họ người có 24 cặp nhiễm sắc thể, ngoại trừ con người, chỉ có 23 cặp. Nhiễm sắc thể số 2 ở người là kết quả của sự hợp nhất từ đầu đến cuối của hai nhiễm sắc thể tổ tiên.
Bằng chứng cho điều này bao gồm:
- Sự tương ứng của nhiễm sắc thể 2 đến hai nhiễm sắc thể của loài vượn. Họ hàng gần nhất của con người, tinh tinh thông thường, có trình tự DNA gần giống với nhiễm sắc thể số 2 của người, nhưng chúng được tìm thấy trong hai nhiễm sắc thể riêng biệt. Điều tương tự cũng đúng với những họ hàng xa hơn như khỉ đột và đười ươi.[25][26]
- Sự hiện diện của vết tích (vestigial) Tâm động. Thông thường một nhiễm sắc thể chỉ có một tâm động, nhưng trong nhiễm sắc thể 2 có tàn dư của một tâm động thứ hai.[27]
- Sự hiện diện của vết tích telomere. Chúng thường chỉ được tìm thấy ở hai đầu mút của một nhiễm sắc thể, nhưng ở nhiễm sắc thể 2 có thêm các chuỗi telomere ở giữa.[28]

Do đó, nhiễm sắc thể 2 đưa ra bằng chứng mạnh mẽ cho việc tồn tại tổ tiên chung của con người và các loài vượn khác. Theo J. W. Ijdo, "Chúng tôi kết luận rằng Lô-cut gen được nhân bản trong các cosmid c8.1 và c29B là vết tích của một sự hợp nhất telomere-telomere cổ đại và đánh dấu điểm mà hai nhiễm sắc thể vượn tổ tiên hợp nhất để tạo ra nhiễm sắc thể số 2 của con người."

#### Sắc tố tế bào c và b
Một ví dụ kinh điển về bằng chứng sinh hóa cho sự tiến hóa là sự đa dạng trong cơ bản (tức là tất cả các sinh vật sống đều có nó, bởi vì nó thực hiện các chức năng sống rất cơ bản) protein sắc tố tế bào c (cytochrome c) trong các tế bào sống. Sự đa dạng của sắc tố tế bào c của các sinh vật khác nhau được xác định bằng số lượng amino acid khác nhau, mỗi loại amino acid khác nhau là kết quả của sự thay thế cặp base, đột biến. Nếu mỗi amino acid khác nhau được giả định là kết quả của một lần thay thế cặp base, thì có thể tính được hai loài đã phân tách cách đây bao lâu bằng cách nhân số lần thay thế cặp base với thời gian ước tính cho việc thay thế một cặp base của gen sắc tố tế bào c để được truyền thành công. Ví dụ, nếu thời gian trung bình để một cặp gen sắc tố tế nà c đột biến là N năm, số lượng amino acid tạo nên protein sắc tố tế bào c ở khỉ khác với con người, điều này dẫn đến kết luận rằng hai loài đã chuyển hướng N năm trước.
Cấu trúc chính của sắc tố tế bào c bao gồm một chuỗi khoảng 100 amino acid. Nhiều sinh vật bậc cao sở hữu một chuỗi 104 amino acid.
Phân tử sắc tố tế bào c đã được nghiên cứu rộng rãi đem lại cái nhìn thoáng qua cho sinh học tiến hóa. Cả gà và gà tây đều có sự trình tự xác định tương đồng nhau (amino acid cho amino acid), cũng như lợn, bò và cừu. Cả con người và Tinh tinh thông thường đều có chung một phân tử, trong khi khỉ Rhesus có chung tất cả trừ một trong các amino acid: amino acid thứ 66 là isoleucin ở trước và threonin ở sau.
Điều làm cho những điểm tương đồng tương tự này đặc biệt gợi ý về tổ tiên chung trong trường hợp sắc tố tế bào c, ngoài thực tế là các cây phát sinh chủng loại có nguồn gốc từ nó rất phù hợp với các cây phát sinh chủng loại khác, là mức độ dư thừa chức năng cao của phân tử sắc tố tế bào c. Các hình dạng khác nhau của các amino acid không ảnh hưởng đáng kể đến chức năng của protein, điều này cho thấy rằng sự thay thế cặp base không phải là một phần của thiết kế có chủ đích, mà là kết quả của các đột biến ngẫu nhiên không chịu ảnh hưởng của sự chọn lọc.
Ngoài ra, sắc tố tế bào b thường được sử dụng như một vùng của DNA ty thể để xác định mối quan hệ cây phát sinh chủng loài giữa các sinh vật do sự biến đổi trình tự của nó. Nó được coi là hữu ích nhất trong việc xác định mối quan hệ trong họ và chi. Các nghiên cứu so sánh liên quan đến sắc tố tế bào b đã dẫn đến các sơ đồ phân loại mới và đã được sử dụng để quy định các loài mới được mô tả ở một chi, cũng như hiểu sâu hơn về mối quan hệ tiến hóa.

#### Retrovirus nội sinh
Retrovirus nội sinh (hoặc ERV) là các chuỗi còn sót lại trong bộ gen từ việc nhiễm virus cổ xưa trong một sinh vật. Các retrovirus (hoặc các gen virus) luôn luôn truyền lại cho thế hệ tiếp theo của sinh vật đã bị nhiễm. Điều này khiến gen virus (virogene) còn sót lại trong bộ gen. Bởi vì sự kiện này rất hiếm và ngẫu nhiên, việc tìm thấy các vị trí một virogene giống hệt nhau trong nhiễm sắc thể của ở hai loài khác nhau cho thấy tổ tiên chung. Họ mèo cho thấy một ví dụ đáng chú ý về trình tự virogene thể hiện tổ tiên chung. Cây phát sinh chủng loài cho họ mèo có những loài mèo nhỏ( Mèo ri ,  Mèo rừng châu Âu ,  Mèo chân đen  và  Mèo nhà ) phân tách từ những loài mèo lớn hơn như Phân họ Báo và thú ăn thịt khác. Thực tế là những loài mèo nhỏ có ERV trong khi những loài mèo lớn không thấy gen này vì nó được chèn vào tổ tiên của những loài mèo nhỏ sau khi chúng phân tách với những loài mèo lớn. Một ví dụ khác về điều này là giữa con người và tinh tinh. Con người chứa nhiều ERV chiếm tỷ lệ đáng kể trong bộ gen. Nguồn thì đa dạng, nhưng chung quy là 1% to 8% được đề xuất. Con người và tinh tinh chia sẻ bảy sự xuất hiện khác nhau của virogen, trong khi tất cả các loài linh trưởng đều có chung retrovirus phù hợp với sự phát sinh chủng loài.

### Hiện tượng lại tổ

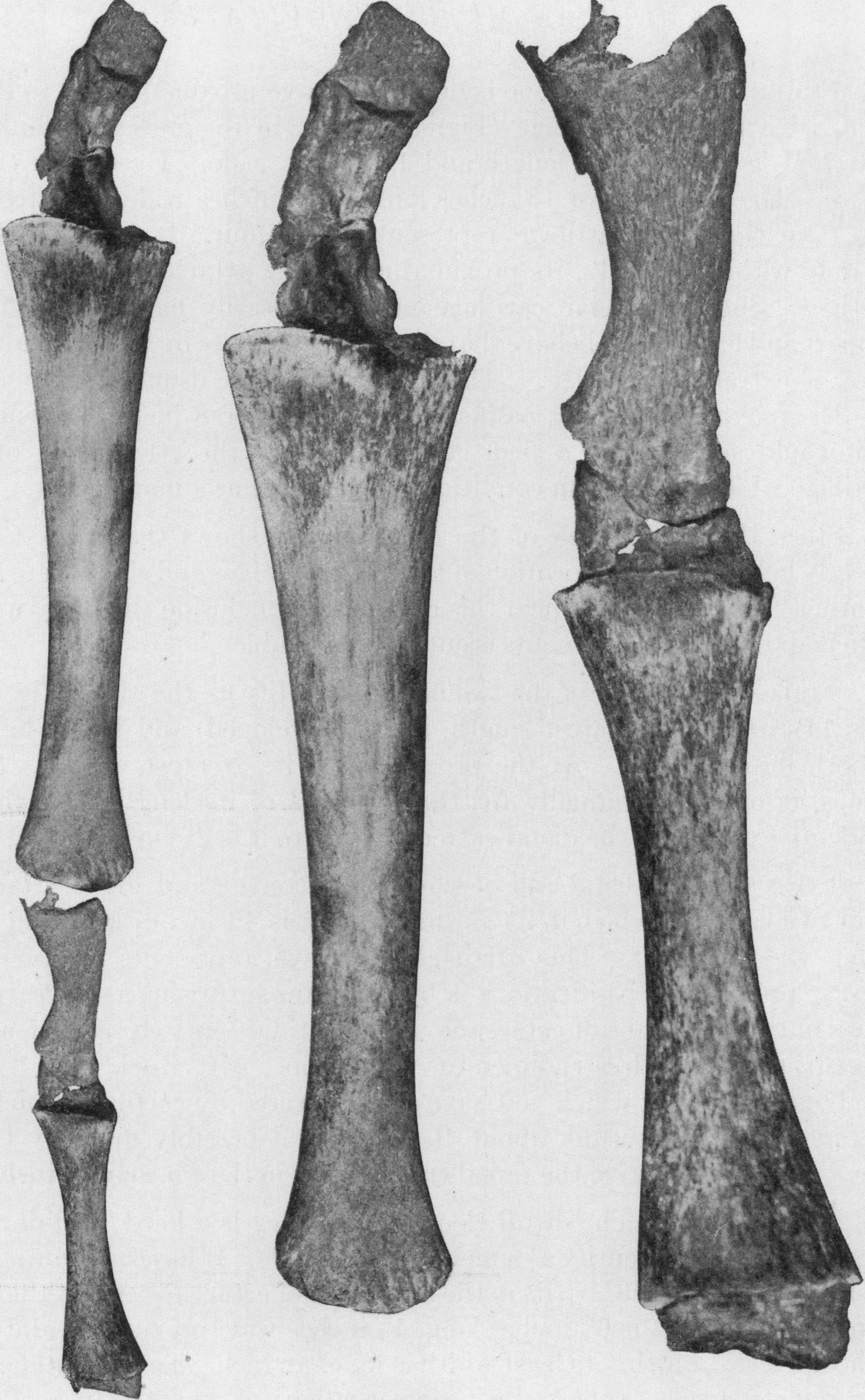
Hình 2a:Vào tháng 7 năm 1919, một con cá voi lưng gù có chân đã bị bắt bởi một con tàu hoạt động ở Vancouver 4 ft 2 in long. Hình ảnh này cho thấy chân sau của một con cá voi lưng gù khác được báo cáo vào năm 1921 bởi Bảo tàng Lịch sử Tự nhiên Hoa Kỳ.

### Cơ quan thoái hóa

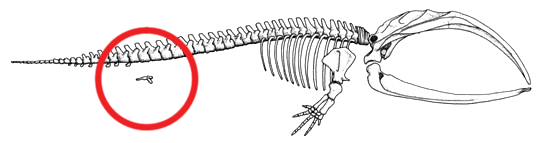
Hình 2b: Bộ xương của một cá voi tấm sừng với cấu trúc chân sau và xương chậu được khoanh tròn màu đỏ. Cấu trúc xương này tồn tại bên trong suốt cuộc đời của loài.